# Masters de Hamburgo 1977
El Abierto de Hamburgo de 1977 fue un torneo de tenis jugado sobre tierra batida, que fue parte de las Masters Series. Tuvo lugar en Hamburgo, Alemania, desde el 9 de mayo hasta el 15 de mayo de 1977.

## Campeones

### Individuales
Paolo Bertolucci vence a  Manuel Orantes, 6-3, 4-6, 6-2, 6-3

### Dobles
Bob Hewitt /  Karl Meiler vencen a  Phil Dent /  Kim Warwick, 3-6, 6-3, 6-4, 6-4